# Live recording
Live recording – koncertowy album polskiego skrzypka i saksofonisty jazzowego Michała Urbaniaka i, jak podano na okładce,  Michal Urbaniak's Group, w której wystąpili znani polscy muzycy jazzowi: pianista Adam Makowicz, kontrabasista Paweł Jarzębski i perkusista Czesław Bartkowski.
Nagrania na płycie zarejestrowano na żywo w styczniu 1971 w sali Filharmonii Warszawskiej.
LP ukazał się w serii Polish Jazz nr 24 w 1971. Album wydany został przez Polskie Nagrania „Muza”. Reedycja na CD: Polskie Nagrania Muza PNCD 924 (2004).

## Muzycy
- Michał Urbaniak – saksofon tenorowy, skrzypce elektryczne, saksofon sopranowy, saksofon barytonowy
- Adam Makowicz – fortepian, klawinet Hohner
- Paweł Jarzębski – kontrabas elektryczny
- Czesław Bartkowski – perkusja

## Lista utworów
Strona A
| 1. | „Suite – Jazz Jamboree 70” (Michał Urbaniak) | 21:12 |
|    | - North ballad - Ej blues - Spring           |       |
|    |                                              | 21:12 |
|    |                                              |       |
Strona B
| 1. | „Crazy Girl” (Krzysztof Komeda, arr. M. Urbaniak)                            | 7:00  |
|    |                                                                              |       |
| 2. | „Body and Soul” (muz. Johnny Green; Edward Heyman, Robert Sour, Frank Eyton) | 5:30  |
|    |                                                                              |       |
| 3. | „Jazz moment no. 1” (Michał Urbaniak)                                        | 5:00  |
|    |                                                                              |       |
|    |                                                                              | 17:30 |
|    |                                                                              |       |

## Informacje uzupełniające
- Reżyser nagrań – Zofia Gajewska
- Inżynier dźwięku – Jacek Złotkowski
- Projekt okładki – Marek Karewicz